# Felip el Canceller
Felip el Canceller, en francès, Philippe le Chancelier, en llatí Philippus Cancellarius Parisienses (1160 – 26 de desembre de 1236), fou un filòsof, poeta i músic francès.
Fill il·legítim de l'Arxiduc de París, es convertí en canceller de Notre-Dame de París el 1217 i fins a la seva mort fou ardiaca de Noyon.
En un principi lluità contra l'autonomia dels estudiants i professors universitaris respecte a la clerecia, però actuà al seu costat durant una vaga en la Universitat de París el 1229. Se'l sol presentar com a enemic dels ordes mendicants, però és possible que abans de la seva mort abraces l'hàbit franciscà.
Fou un gran coneixedor del pensament grec i àrab i va escriure una sèrie de llibres molt utilitzats en les universitats de l'època, d'entre els quals destaca la Summa gratuita o de Bono, sobre la naturalesa de la propietat.
Com a músic compta en el seu haver amb prop de 80 cançons, algunes de les quals són Carmina Burana o Cançons de Beuern, i altres són de contingut religiós i satíric. Moltes de llurs peces es conserven en els manuscrits de Nostra Senyora de Florència. A causa del fet que la majoria dels treballs que es conserven són musicalitzacions de lletres ja existents, per exemple de Pérotin, alguns autors dubten que Chancelier fos un vertader compositor.
Va escriure en llatí i la llengua vernacla.

## Treballs
- Summa quaestionum theologicarum (Summa de bono), hg. N. Wicki, Bern 1985.
- Distinctiones super Psalterium, hg. Jodocus Badius, Paris 1523 und Brescia 1600
- Sermones, meist ungedruckt[1]
- Dichtungen, hg. Guido Dreves, AH 50 (1907), 528–535

Una recopilació posterior de la Summa de bono és probablement la Summa Duacensis, ed. Palémon Glorieux, Textes philos.du moyen age 2, París 1955.